# Asari Satoru
Satoru Asari (sinh ngày 10 tháng 6 năm 1974) là một cầu thủ bóng đá người Nhật Bản.

## Sự nghiệp câu lạc bộ
Satoru Asari đã từng chơi cho FC Tokyo.